# Formicoxenus nitidulus
Formicoxenus nitidulus é uma espécie de formiga da família Formicidae.
Pode ser encontrada na Áustria, Dinamarca, Finlândia, França, alemanha, Itália, Noruega, Polónia, Suécia e Suíça.